# Histoire des Lombards
L’Historia Langobardorum ou Histoire des Lombards (en latin : Historia gentis Langobardorum) est une histoire du peuple lombard rédigée en latin à l'abbaye du Mont-Cassin en Italie, dans la dernière décennie du VIIIe siècle, par l'érudit d'origine lombarde, Paul Diacre (v. 720 - v.790/799). Écrivain du VIIIe siècle, il a laissé plusieurs témoignages rapportant des faits sur les sociétés contemporaines. Il a composé plusieurs œuvres sur les Lombards, comme l’Histoire Romaine. De 782 à 786, Paul Diacre est à la cour de Charlemagne où il travaille activement sur la réforme carolingienne.

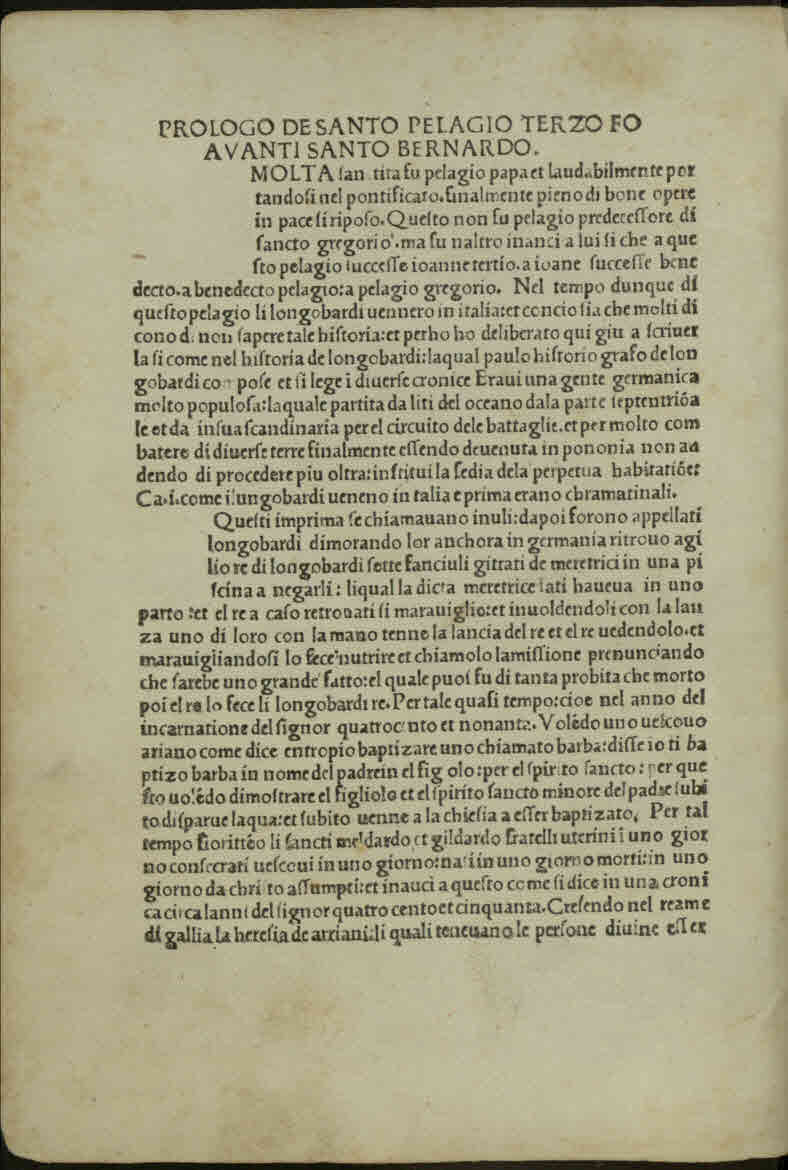
Historia Langobardorum, 1480

L’Histoire des Lombards va des origines scandinaves jusqu'à la mort du roi lombard, Liutprand (744), tout en mêlant mythes et réalité. Il est possible qu'en s'arrêtant au long règne du roi Liutprand (712-744), considéré comme apogée de la puissance politique des Lombards, Paul Diacre ait ainsi évité de parler des défaites lombardes face aux Francs de Pépin le Bref et de Charlemagne durant les trois décennies suivantes, et de la chute assez brutale du royaume en 774.
Son ouvrage présente les mœurs contemporaines, les relations entre peuples et la situation de l'Occident ainsi que de l'Orient.
Paul Diacre a utilisé des ouvrages historiques antérieurs, anonymes ou non : l'Origo gentis Langobardorum, du milieu du VIIe siècle ; les annales de Secundus de Trente (mort en 612), œuvre perdue et connue seulement par les extraits cités par Paul Diacre ; les ouvrages de Grégoire de Tours et de Bède. Il recourt aussi à la tradition orale de son peuple.
La langue de Paul Diacre est claire, dans un latin d'une correction remarquable. Il a un don certain de conteur, et son ouvrage, bien construit et impartial, a une grande valeur historique.
Cette œuvre précieuse, très détaillée, a été beaucoup lue au cours du Moyen Âge et largement diffusée par les manuscrits. Elle a connu deux éditions incunables (Florence, 1480 et Lyon, 1482) et une édition post-incunable (Paris, 1514).

## Œuvre

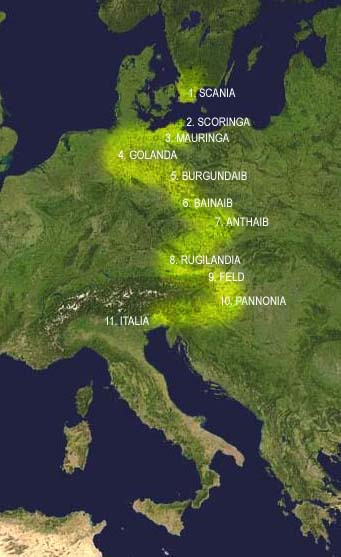
Les étapes de migration des Lombards.

### Livre I
Composée de 6 livres, l'œuvre de Paul Diacre commence par une introduction du peuple des Winniles, futur peuples des Lombards en Scandinavie. Mené par deux jeunes chefs, Ibor et Aio, les Lombards entament un long périple à travers la Germanie. Dans son récit, Paul Diacre, conte des mythes, des fables, ainsi que des scènes où le Christ aurait placé les Lombards sous ses auspices. À la mort d'Ibor et Air, il y a l'élection d'un seul leader, Agelmund (IVe siècle), le premier roi des Lombards.

### Livre II
Alboïn (v. 560/565- 572), roi des Lombards, est situé avec son peuple en Pannonie. Paul Diacre dit qu'il entretient de bonnes relations avec Narsès (v. 478- v. 573), le général romain responsable de l'Italie. Ce dernier apprend la perte de son commandement à la suite d'une décision de l'impératrice Sophie II, qui exige son retour à Constantinople. Il aurait donc décidé de faire entrer en douce les Lombards sur le territoire pour se venger de cette décision. C'est alors à la date de 568 ou 569 que les Lombards pénètrent en Italie, avec d'autres peuples barbares, et prennent position dans la Vénétie. Alboïn, dans sa campagne militaire, s'empare de Milan, puis après un siège de 3 ans, il s'empare de Pavie en 572. Finalement, peu de temps après son installation dans Pavie, Alboïn finit assassiné. À la suite de son décès, les Lombards élisent Cleph (572 - 574) à la tête du royaume. Au bout d'un an et six mois de règne, il se fait écorcher par un esclave de sa suite. Après ces deux morts tragiques, aucun roi n'est élu. Pendant 10 ans, de 574 à 584, les ducs gouvernent établis dans leur duché, en continuant d'étendre les positions lombardes en Italie.

### Livre III

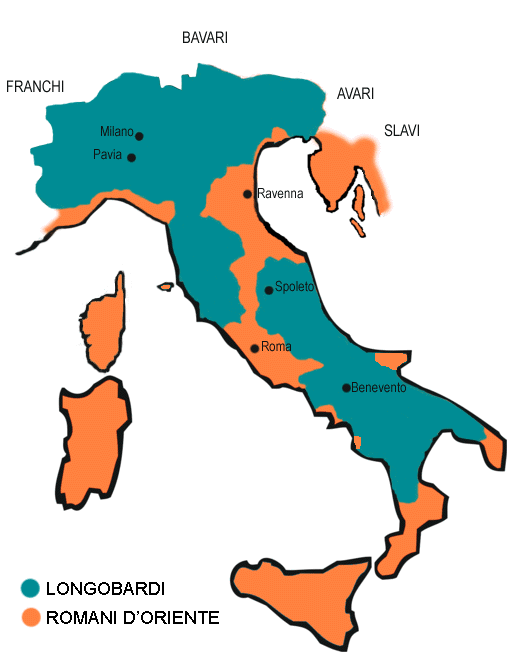
Royaume lombard sous Agilulf v.600

Ce troisième livre débute par l'histoire d'Hospitius (d. 581), un homme de Dieu habitant Nice. Il prédit l'arrivée des Lombards en Gaule. Cette scène, fait partie des nombreuses scènes religieuses présente dans l'ouvrage de Paul Diacre où un homme est témoin de la force de Dieu. Cette première incursion en Gaule se solde par de nombreux butins et le sanglant massacre de Burgondes. Cette incursion constitue l'un des éléments déclencheurs à la riposte franque et aux nombreuses invasions qui suivent sur le territoire lombard. À la suite de ces incessants raids francs, les ducs lombards décident d'élire un roi pour combler les lacunes dues au manque de centralisation du royaume. Ils élisent Authari (584 - 590), descendant de l'ancien roi Cleph, et lui donnent la moitié de leurs biens afin qu'il puisse asseoir et construire son pouvoir. Le livre s'achève par la mort d'Authari et le mariage de Théodeline, veuve du roi, avec Agilulf (590 - v. 616) le duc de Turin.

### Livre IV
Agilulf, proclamé roi à Milan en 590, mène une campagne de répression importante envers les ducs lombards. Il reprend le pouvoir de ceux prenant trop d'indépendance et s'impose face à ses voisins les Slaves. Paul Diacre raconte la conversion des Lombards au christianisme. Le pape Grégoire le Grand (590-604) participe à la conversion de la reine des Lombards, Théodeline, en lui envoyant le livre des Dialogues. Ainsi, par le biais de sa femme, la foi catholique se diffuse au roi Agilulf. Les relations avec les Romains s'adoucissent et Agilulf se réconcilie avec le pape Grégoire le Grand.
Paul Diacre conte plusieurs événements touchant l'Occident et l'Orient. La mort de l'empereur Maurice assassiné par son successeur Phocas, la guerre intestine qui fait rage en Gaule avec les fils de Brunehaut, puis la conversion au christianisme de la reine des Perses et des siens à Constantinople. Un autre roi éminent, illustré dans le livre de Paul, est Rothari (636 - v. 652) élu en 636 à la tête des Lombards. Il fait revenir la pratique de l'arianisme pendant une bonne partie de son règne. Il exerce une politique de répression envers les ducs trop autonomes et les régions occupées par les Romains. Lors de son règne, en 643, il rédige les Écrits autrement dit, « le droit lombard ».

### Livre V
Le livre commence par la confirmation du roi Grimoald (v. 662 - v. 671), régicide du dernier roi en place, au pouvoir en prenant pour épouse la femme du roi Aripert (v. 653 - v. 661). l'héritier de droit, Perctarit (661 - 662 et 671 - 688), s'enfuit en Gaule. Grimoald a affaire à de nombreuses difficultés pour maintenir le pouvoir lors de son règne. L'empereur Constant lance une offensive en Italie contre Romuald, fils de Grimoald, dans le Bénévent. Grimoald fonce à son secours et fait fuir l'empereur Constant à Naples. Lors de son déplacement, Grimoald se fait trahir par de nombreux sujets ne pensant son retour possible à Pavie. Le duc Loup, à la tête du duché de Frioul, est placé à la cour du roi en tant que régent. Ce dernier se comporte de manière hostile envers le roi. Il est tué par Grimoald pour son affront. À la mort de Grimoald] Perctarit est rappelé de Gaule pour reprendre son droit sur le trône. Il est fait roi des Lombards. Il gouverne avec son fils Cunipert (v. 688 - v. 700) mais, se retrouve en difficulté face à l'affront d'un duc virulent. Alahis, duc de Trente, menace la sûreté du royaume par ses velléités sur le trône. Cunipert choisit de l'épargner mais, après la mort de Perctarit, lors de l'absence de Cunipert à Pavie, Alahis usurpe le trône. Il est finalement tué par Cunipert.

### Livre VI

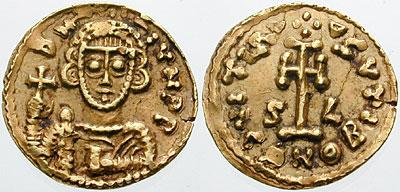
Liutprand représenté sur une pièce de monnaie.

Ce livre raconte la conversion des Anglo-Saxons au christianisme et la situation en Gaule avec la montée en puissance des maires du palais jusqu'au coup d'État des Carolingiens. Un 5e synode (v. 636) est organisé contre l'arrivée d'une nouvelle hérésie, le Monothélisme, qui pense que Marie n'a accouché du Christ qu'en tant qu'homme et non en tant que Dieu. Il décrit également la situation en Orient. Elle est tendue car, les empereurs se succèdent rapidement. L'empereur Théodose mène une politique de répression contre le pouvoir des Lombards et veut reprendre l'Italie en essayant d'activer les forces romaines présentent sur le territoire. À la mort de Cunipert, roi des Lombards, son fils Liutpert prend la tête du royaume avec Ansprand comme tuteur. Une guerre éclate en Lombardie avec les duchés de Cividale et Frioul. Le petit-fils de Godepert, Aripert, s'empare du pouvoir en éliminant l'élite de Pavie. Aripert finit par être vaincu par Ansprand qui devint roi pour trois mois avant de céder sa place à son fils Liutprand (712 - 744). Ce dernier reprend une politique d'oppression envers les ducs en matant ceux trop virulents. Il continue d'étendre les possessions lombardes et d'entretenir de bonne relation avec les Francs. Il est l'allié de Charles Martel et l'aide lors du raid des Sarrasins à Arles. À la mort de Liutprand, l'Histoire des Lombards s'arrête.

## Valeur historique

### Les origines

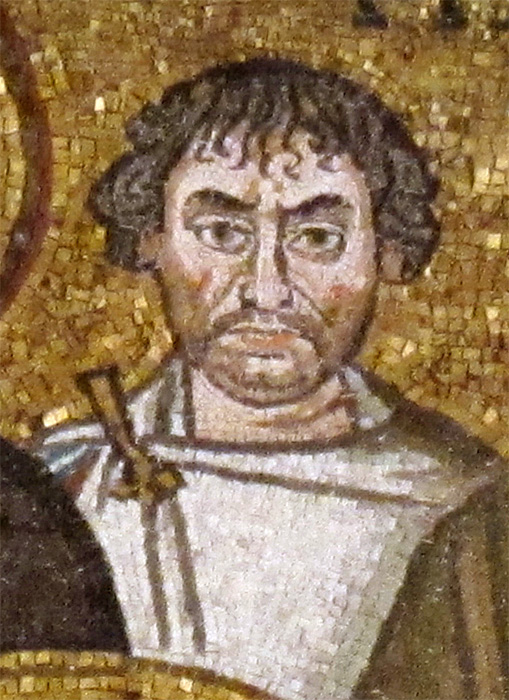
Narsès, général byzantin en faction en Italie.

Le livre I de Paul Diacre parle de l'évolution des Lombards de la Scandinavie à la Germanie jusqu'à leur installation en Pannonie, c'est-à-dire du Ier vers le milieu du Ve siècle. L'Histoire des Lombards serait la seule source de l'arrivée de ce peuple, d'après John Moorhead « The coming of the Lombards to Italy is not well documented, our main source being Paul the Deacon [...] ». Au VIe siècle, lorsque les Lombards occupent la Pannonie, la reconquête d'une partie de l'Italie par l'empereur Justinien (527-565) a lieu entre 536 et 540. Il place à la tête du pays le général Narsès, à la suite de sa victoire contre Totila (v. 541 - v. 553), roi Ostrogoth d'Italie, en 553. Les Lombards entretiennent de bonnes relations à ce moment avec Byzance, et ils auraient participé à des campagnes militaires en Italie. Les richesses de l'Italie auraient amené les Lombards à faire ce choix migratoire. « Sous le roi Audoin, les Lombards passèrent à la solde de Constantinople ; à ce titre, ils coopérèrent à l'écrasement des Ostrogoths ; depuis lors, ils restèrent hantés par les richesses de l'Italie reconquise par Justinien. ».
Les Lombards entreprennent leur campagne en Italie sous l'autorité du roi Alboïn. Interviennent trois hypothèses sur l'invasion des Lombards en Italie le 2 avril 568. La première, celle exprimée dans l'ouvrage de Paul Diacre, parle d'une invitation de Narsès, un allié des Lombards à la suite d'une guerre contre les Francs. Il aurait, à la suite d'une décision de Sophie II de l'exclure du commandement, décidé de faire pénétrer les Lombards dans la péninsule italienne. La deuxième hypothèse, présentée dans l'article de John Moorhead, voudrait que ce soit un appel à l'aide, des Ostrogoths survivants, à Alboin. Puis, la troisième hypothèse, de Lucien Musset, serait que les Avars exerçaient « une pression sur le bassin pannonien ». Alboin, conscient du danger, aurait alors décidé de conclure un traité avec les Avars, leur cédant la Pannonie tout en gardant la possibilité de revenir dans les prochains 200 ans. Il aurait décidé à ce moment, lui et son peuple, de partir s'installer en Italie.

### La royauté et les ducs
Dans le livre III, Le pouvoir est réparti dans les mains de 35 ducs pendant 10 ans, de 574 à 584. « Les duchés, autonomes, sans réelle cohésion entre eux risquaient d'être absorbés par leurs puissants voisins. C'est dans ce contexte qu'il faut envisager la restauration de la royauté lombarde en 584. ». Les ducs se rendent compte de la faiblesse d'un royaume divisé. Ils décident de proclamer roi Authari, descendant de Cleph, en lui fournissant la moitié de leurs biens pour lui permettre de créer l'assise de son pouvoir. L'élection du roi se faisait dans la masse des duchés, plus précisément celui de Turin, à partir de 584, et celui de Brescia, à partir de 636. Cela correspondait à un choix stratégique influencé par la localisation des conflits. Turin est situé à la frontière franque et Brescia à la frontière byzantine.
Dans le livre IV, se déroule une réorganisation draconienne du royaume sous Agilulf. Yves-Mary Verhoeve insiste sur le caractère prestigieux que pouvaient avoir des cités, comme Vérone ou Pavie, qui faisaient partie des premiers bastions lombards lors de leur invasion. « C'est à ce titre, qu'Agilulf, nouvellement installé sur le trône, s'empresse d'éliminer des ducs, certes rebelles à son autorité, mais surtout à la tête de cités dont le prestige est susceptible d'occulter la légitimité d'une fonction royale nouvellement acquise ». C'est une politique de force qu'Agilulf entreprend pour se placer au-dessus des ducs et mâter ceux prenant trop d'ampleur.

Royaume lombard sous Liutprand v. 740.

Il y a également une innovation sous Rothari. La mise par écrit d'un droit lombard. En 643, Rothari dans ses Écrits ou l'« édit de Rothari », montre la dimension religieuse au sein du pouvoir royal. « L'article premier protège la personne du roi contre le régicide. Dans le second article, il est dit que, celui qui tue au nom du roi, ne peut encourir de peine, puisque le cœur du roi se trouve entre les mains de Dieu. Le pouvoir royal prend alors une dimension religieuse qui le place au sommet de la hiérarchie du royaume ». Le lien de fides, amicitia prend place dans cette societas. La personne qui se voyait accorder ces liens entrait dans la foi du souverain et devenait un socius, c'est-à-dire un compagnon d'armes. Cet exemple est illustré avec le tyran Alahis qui trahit son roi, Cunipert, en organisant des alliances contre lui. Alahis refuse le duel contre le roi, ce qui vient à l'encontre du conseil donné par ses socii. « La foi échangée est dans ce cas rompue par lui, ce qui autorise ses partenaires, au sein de sa societas, à se tourner vers d'autres compagnies, voire à rejoindre la societas du roi ».
Dans le dernier livre, le VI, c'est la stabilisation du pouvoir et l'unification du royaume par Liutprand. Il participe, toujours dans une politique matrimoniale active, à rallier les duchés de Bénévent et Spolète ainsi que les autres duchés récalcitrants. « En cela, Liutprand a poursuivi la même politique d'association des duchés du sud au regnum, espérant peut-être susciter des actions conjointes, en tous les cas mieux assurer les frontières avec les Byzantins ».

### Le pouvoir des femmes lombardes: le système matrimonial
« La reine Gondeberge, à qui les Lombards avaient prêté serment de fidélité, fit venir vers elle un certain Chrotaine, un des ducs du territoire de Brescia, et l'engagea à abandonner une femme qu'il avait pour l'épouser elle-même, promettant qu'avec son aide il serait élevé au trône par tous les Lombards ». C'est par le système matrimonial que les rois ont muselé les ducs. Les filles des rois, mariées avec les ducs, permettait de contrôler ces derniers qui étaient trop virulents et trop autonomes. Chaque roi épousait la veuve défunte du roi précédent, qui appartenait à la lignée de Théodeline. Cela permettait au roi de légitimer son pouvoir auprès des ducs. Théodeline représentait le « trésor virtuel » d'un héritage entre la famille Agilolfing et Lithinges. Cette politique matrimoniale était très importante, elle permettait la création d'alliances et l'intégration des duchés dans le regnum. « L'intégration des duchés lombards dans le regnum, est avant tout l'insertion du roi dans un réseau de parenté efficace ».
Le livre V illustre bien la puissance que peuvent prendre les ducs en cas soit d'absence royale soit d'un manque de pression, de présence de la part du souverain. C'est le cas du duc de Frioul, Loup. Ce dernier se voit confier la tâche de régent lorsque Grimoald est en expédition en Bénévent. Il se rebelle contre le roi et ce dernier le fait tuer en appelant la puissante armée des Avars. L'importance du lien matrimonial est montrée quand Grimoald fait épouser la fille de Loup, Théoderade, par son fils, Romuald. « Par ce geste, il éloigne la fille du duc, la fait entrer dans sa parentèle et désamorce ainsi des velléités de révolte des partisans de Loup, qui aurait pu trouver une légitimité en épousant sa fille ».
Huguette Taviani-Carozzi écrit dans son article une phrase résumant de manière précise concernant l'ouvrage de Paul Diacre : « L'Historia a pour propos et pour fil conducteur de suivre les étapes de la conquête territoriale de la gens et de ses souverains et, parallèlement, celles de leur conversion au catholicisme romain jusqu'à la réalisation de son unité politique et religieuse sous Liutprand « artisan de la paix, de sage conseil », un nouveau Justinien ».

### Source
- Paul Diacre, Histoire des Lombards, édité et traduit par François Bougard, Begijnhof, Brepols, 1994, 220 pages.

### Monographies
- FOURACRE, Paul, The new Cambridge medieval history, Cambridge, Cambridge University Press, 2005, 1006 pages.
- ENGELS, Lodewijk, Jozef, Observations sur le vocabulaire de Paul Diacre, Utrecht, Dekker & Vandevegt N.V. Nijmegen, 1961, 321 pages.
- LE BLÉVEC, Daniel, CAROZZI, Claude, TAVIANI-CAROZZI, Huguette, Vivre en société au Moyen Âge, Aix-en-Provence, Presses universités de Provence, 2008, 320 pages.

### Articles scientifiques
- Lucien Musset, Patrick Périn, « Lombards », Encyclopœdia Universalis [en ligne], consulté le 9 octobre 2018. URL : http://www.universalis-edu.com/encyclopedie/lombards/.
- Magali Coumert, « Le pouvoir des reines lombardes », Femmes de pouvoir et pouvoir des femmes dans l'Europe occidentale médiévale et moderne, 2006, Valenciennes, France, p. 379-397.
- Yves-Mary Verhoeve, « Le royaume lombard et les duchés : formes et moyens d'une intégration progressive », Médiévales n°51, 2006, p. 21-36

## Liste des références
1. 1 2 3  ENGELS, Lodewijk, Jozef, Observations sur le vocabulaire de Paul Diacre, Utrecht, Dekker & Vandevegt N.V. Nijmegen, 1961, 321 p.
2. 1 2  (en) FOURACRE, Paul, The new Cambridge medieval history, Cambridge, Cambridge University Press, 2005, p. 151-161.
3. 1 2 3  Lucien MUSSET, Patrick PÉRIN, « LOMBARDS », sur Encyclopœdia Universalis (consulté le 9 octobre 2018)
4. 1 2 3 4 5 6 7  Yves-Mary Verhoeven, « Le royaume lombard et les duchés : formes et moyens d'une intégration progressive. », Médiévales n°51,‎ 2006, p. 21-36. (lire en ligne)
5. 1 2  LE BLÉVEC, Daniel, CAROZZI, Claude, TAVIANI-CAROZZI, Huguette, Vivre en société au Moyen Âge, Aix-en-Provence, Presses universités de Provence, 2008, p. 21-36.
6. ↑  GUIZOT, François, Collection des mémoires relatifs à l'histoire de France, depuis la fondation de la monarchie française jusqu'au XIIIe siècle, Paris, J.L.J Brière, 1823, p. 213.